# Really Me – Der Star bin ich!
Really Me – Der Star bin ich! ist eine kanadische Comedyserie für Kinder und Jugendliche von Regisseurin Marta Borowski, gedreht seit 2011 in Kanada. Die deutsche Fassung wurde von TV+Synchron Berlin produziert.

## Handlung
Maddy möchte gerne ein TV-Star sein und bewirbt sich bei der Serie Really Me, die das Leben eines Teenagers zeigen möchte. Allerdings bereitet ihr das Leben als Star mehr Probleme als sie gedacht hätte: Direkt zu Drehbeginn wird sie vom Filmteam im Gammel-Look auf dem Sofa überrascht, und auch später vergisst Maddy immer mal wieder, dass die Kamera sie überallhin begleitet.

## Figuren
| Figur    | Darsteller        | Deutscher Sprecher    |
| -------- | ----------------- | --------------------- |
| Maddy    | Sydney Imbeau     | Lisa Mitsching        |
| Julia    | Kiana Madeira     | Julia Meynen          |
| Brody    | Wesley Morgan     | Konrad Bösherz        |
| Ray      | Neil Crone        | Bernd Vollbrecht      |
| Clarke   | Azer Greco        | Moritz Russ           |
| Charlene | Heather Hanson    | Katarina Tomaschewsky |
| DJ       | Mike Lobel        |                       |
| Feldman  | Jon Steinberg     |                       |
| Tiara    | Cristine Prosperi |                       |

Maddy Cooperwill ein normales 15-jähriges Mädchen sein, Spaß mit ihren Freunden haben. Dass ihr Traum, ein TV-Star zu sein, allerdings so anstrengend werden würde, hätte sie nicht gedacht.
Julia Wilsonist Maddys beste Freundin, auf die sie sich immer verlassen kann.
Brody Cooperist Maddys Bruder. Er ist von dem TV-Ruhm begeistert, schließlich kann er sich so bestens selbst darstellen und um Aufmerksamkeit buhlen.
Ray Cooperist Maddys Vater. Er hat als ehemaliger Hockeyspieler zu viel Freizeit und kommt auf immer verrücktere Ideen.
Clarke Cooperist Maddys kleiner Bruder, den das ganze Stargetue kalt lässt.
Charlene Levesqueist die Produzentin der TV-Show und immer besorgt um die Einschaltquoten. Für höhere Quoten bringt sie Maddy auch mal in peinliche Situationen.

## Episodenliste
| Episode (gesamt) | Episode (Staffel) | deutscher Titel        | Originaltitel          | Erstausstrahlung Kanada | Deutsch-sprachige Erstausstrahlung (KiKA) |
| 1                | 1                 | Der Star der Familie   | A Star Is Born         | 26. März 2011           | 29. November 2012                         |
| 2                | 2                 | Das Tortenvideo        | Fandemonium            | 24. April 2011          | 30. November 2012                         |
| 3                | 3                 | Hausarrest             | Grounded in Reality    | 1. Mai 2011             | 3. Dezember 2012                          |
| 4                | 4                 | Ein Tor für Maddy      | Score!                 | 8. Mai 2011             | 4. Dezember 2012                          |
| 5                | 5                 | Fischi, Fischi, Fischi | Comedy Gold...Fish     | 12. August 2011         | 5. Dezember 2012                          |
| 6                | 6                 | Rettet die Frösche     | Too C.U.T.E.           | 19. August 2011         | 6. Dezember 2012                          |
| 7                | 7                 | Verrückte Weihnachten  | A Very Maddy Christmas | 3. Dezember 2011        | 7. Dezember 2012                          |
| 8                | 8                 | Das erste Date         | Save the Date!         | 22. Juli 2011           | 10. Dezember 2012                         |
| 9                | 9                 | Das Maddymeter         | Tough Break            | 12. August 2011         | 11. Dezember 2012                         |
| 10               | 10                | Der Tiara-Code         | Best Frenemies Forever | 2. September 2011       | 12. Dezember 2012                         |
| 11               | 11                | Das Maddy-Meal         | Jealous of My Relish   | 20. November 2011       | 13. Dezember 2012                         |
| 12               | 12                | Ein Freund muss her    | Mad Matt               | 17. Dezember 2011       | 14. Dezember 2012                         |
| 13               | 13                | Einfach extrem         | Really Donkers         | 24. März 2012           | 17. Dezember 2012                         |

| Episode (gesamt) | Episode (Staffel) | deutscher Titel                 | Originaltitel             | Erstausstrahlung Kanada | Deutsch-sprachige Erstausstrahlung (KiKA) |
| 14               | 1                 | Newton-Albträume                | A Newtmare on Elm Street  | 5. Oktober 2012         | 18. Dezember 2012                         |
| 15               | 2                 | Das Cooper-Kolleg               | Cooper Collegiate         | 21. April 2013          | 18. Dezember 2012                         |
| 16               | 3                 | Du bist wirklich ich            | You’re Really Me          | 10. Mai 2013            | 19. Dezember 2012                         |
| 17               | 4                 | Sockenalarm                     | Truth or Dare             | 25. Januar 2013         | 19. Dezember 2012                         |
| 18               | 5                 | Der bessere Zombie              | Residence Evil            | 31. März 2013           | 20. Dezember 2012                         |
| 19               | 6                 | Frisch gepresste Soße           | Sauce Boss                | 19. Mai 2013            | 20. Dezember 2012                         |
| 20               | 7                 | Der perfekte Streich            | UFO-ney                   | 26. Mai 2013            | 21. Dezember 2012                         |
| 21               | 8                 | Das Wettergirl                  | Clap of Thunder           | 8. Februar 2013         | 21. Dezember 2012                         |
| 22               | 9                 | Das beste Geschenk aller Zeiten | Get Him to the Geek       | 6. Januar 2013          | 24. Dezember 2012                         |
| 23               | 10                | Der Babysitter                  | Scary Poppins             | 19. Oktober 2012        | 24. Dezember 2012                         |
| 24               | 11                | Gefesselt an den Bruder         | Cuffed Up                 | 26. Dezember 2012       | 25. Dezember 2012                         |
| 25               | 12                | Brodys Hauptgewinn              | Oh Brody, Where Art Thou? | 11. Januar 2013         | 25. Dezember 2012                         |
| 26               | 13                | Extrem sechzehn                 | Extreme Sixteen           | 9. November 2012        | 26. Dezember 2012                         |